# Redoute de la Faisanderie
La redoute de la Faisanderie était l'un des ouvrages complémentaires de la première ceinture de forts de Paris.

## Historique
Elle est construite en 1846, sous le règne Louis-Philippe, dans la partie du bois de Vincennes étant à l'époque sur la commune de Joinville-le-Pont (ancien département de la Seine), et annexée en 1929 au 12e arrondissement de Paris.
Elle fait partie des ouvrages complémentaires construits entre les 16 forts de la première ceinture fortifiée, située à 5 km de Paris.
La redoute de la Faisanderie est un ouvrage jumeau de la redoute de Gravelle, qui elle a été conservée.

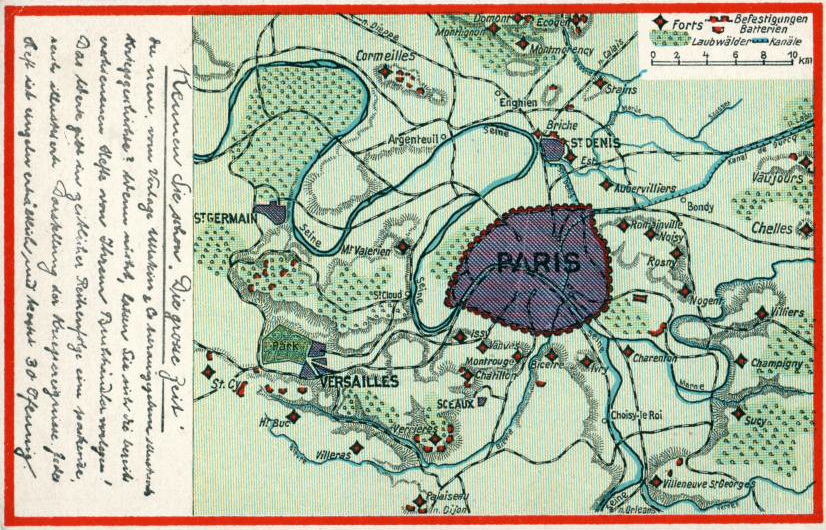
Carte postale allemande du début du XXe siècle, montrant le plan des fortifications défendant Paris : la ligne de défense incluant la redoute de Gravelle et la redoute de la Faisanderie y est figurée de façon anonyme sous la forme d’un croissant proche de la ligne imaginaire reliant le fort de Charenton et le fort de Nogent.

En 1852, le bataillon de Joinville s’installe à la redoute de la Faisanderie, ainsi que l'école normale militaire de gymnastique de Joinville, célèbre à l'époque pour ses démonstrations, comme l'attestent de nombreuses cartes postales.
Installée en partie sur le tracé de l'autoroute de l'Est, elle a été détruite. N'en reste que l'allée qui y menait dans l'enceinte de la ferme de la Faisanderie et la rue de l'école de Joinville qui la longeait. Le porche d'entrée a lui été déplacé et conservé à l'Institut national du sport et de l'éducation physique (INSEP), au sud-est du stade Gilbert-Omnès.